# WALL-E (jogo eletrônico)
WALL-E é um jogo de plataforma com quebra-cabeça. O jogo foi desenvolvido Heavy Iron Studios e publicado pela THQ para diversas plataformas, o jogo e baseado no filme de mesmo nome.

## Jogabilidade
As versões do PlayStation 3, Wii e Xbox 360 dispõe de nove mundos exploráveis. As versões de Windows, PlayStation 2 e PSP possuem ambas dezoito mundos, e a do Nintendo DS catorze. O Wii é o único que possui três modos multiplayers, enquanto as versões de PlayStation 3 e Xbox 360 possuem modo cooperativo com WALL-E e EVA. Enquanto os jogadores jogam na versão do Nintendo DS, ele desbloqueiam clips do filme que podem ser visto a qualquer momento. As versões do PlayStation 2 e Windows disponibilizam músicas que ajudam durante o jogo.

## Adaptação e lançamentos especiais
A THQ, em parceria com a Pluto Games, decidiu lançar uma versão adaptada para o Oriente Médio, fazendo do jogo o primeiro do ocidente a ser oficialmente traduzido para o árabe. Essa estratégia foi adotada para ajudar na localização de jogos na região. Porém, só foram localizados as versões de PlayStation 3, PSP e Xbox 360.
No Brasil, o jogo foi lançado para todas as plataformas, sendo a versão de PC a única a ser lançada em português. Uma edição especial do DVD de Wall-E será lançada no país, acompanhada com o jogo de PC.